# Émile Reutlinger

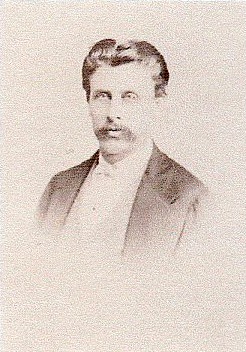
Émile Reutlinger (um 1860)

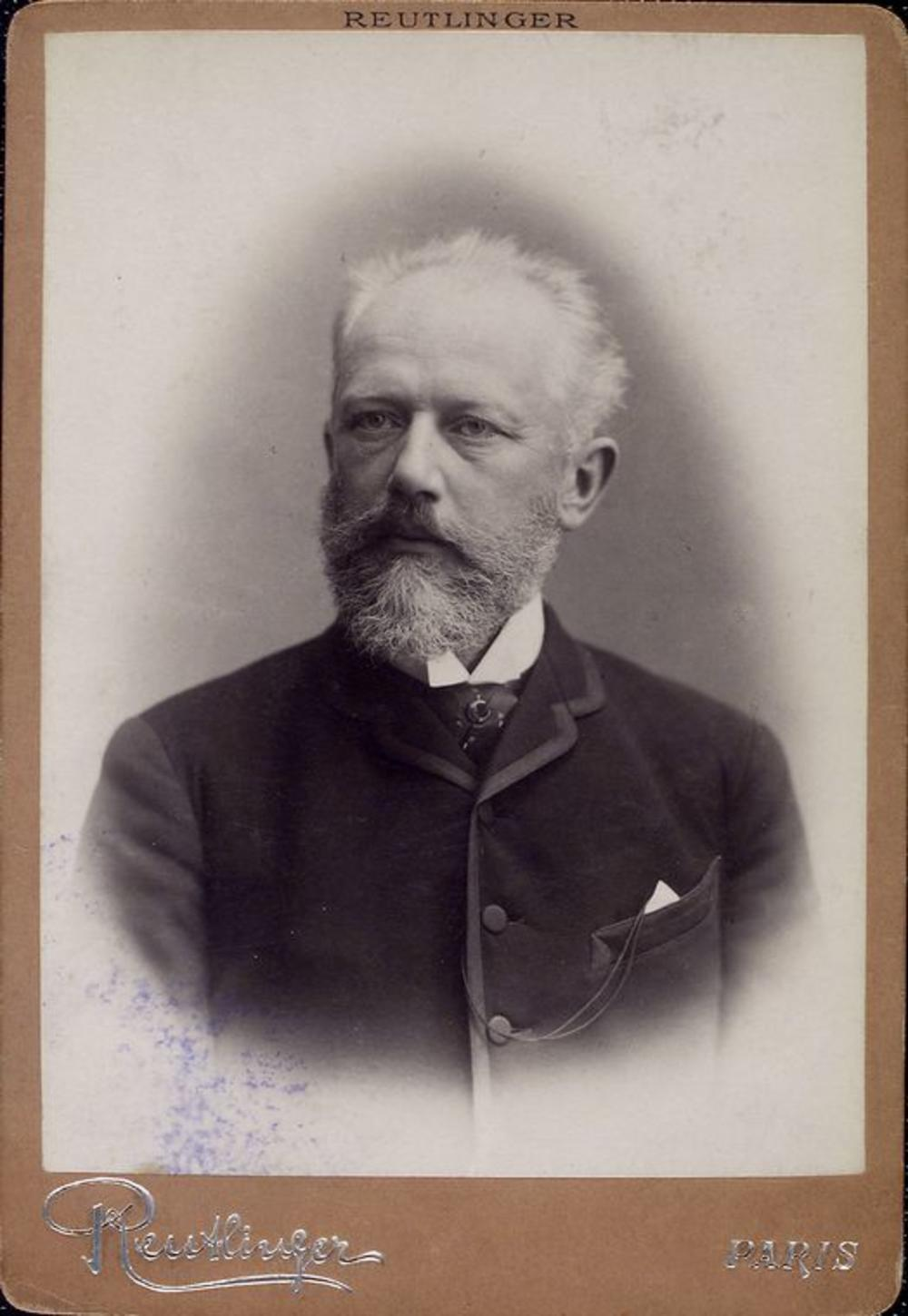
Pjotr Iljitsch Tschaikowski, Reutlinger, Paris 1888

Émile Reutlinger, auch Émile Auguste Reutlinger (eigentlich Emil August Reutlinger, * 27. August 1825 in Karlsruhe; † 9. August 1907 in Baden-Baden) war ein deutsch-französischer Fotograf. Er war ein jüngerer Bruder von Carl Reutlinger sowie der Vater von Léopold-Émile Reutlinger.

## Leben
Emil August Reutlinger wurde in Karlsruhe in einer Familie deutscher Juden geboren. 1848 emigrierte er zunächst in die USA, möglicherweise nach Memphis. 1860 heiratete er in der peruanischen Hauptstadt Lima, rund vier Monate nach der Geburt des gemeinsamen Sohnes Léopold, dessen Mutter Amelia Ellen Horn, eine deutsche Protestantin. Das Paar bekam insgesamt vier Kinder, von denen zwei jedoch im Kleinkindalter starben. Es ist bekannt, dass Reutlinger in Callao etliche Immobilien besaß, die allerdings bei einem schweren Erdbeben (wahrscheinlich 1868) zerstört wurden. Es ist nicht sicher, was er dort beruflich machte, in manchen Dokumenten wird er als Kunstmaler bezeichnet.
1870 kehrte Emil Reutlinger mit seiner Familie nach Europa zurück, zunächst nach Stuttgart und dann nach Paris, wo 1876 eine weitere Tochter, Juanita, geboren wurde. Nach 1870 begann Emil mit seinem Bruder Carl zusammenzuarbeiten, der ein renommiertes Fotoatelier in Paris betrieb. Zunächst wurde er dessen Geschäftspartner. Offenbar lernte er dort das Fotografieren; zu dieser Zeit begann er sich Émile zu nennen. 1880 übertrug ihm Charles seine Firma Ch. Reutlinger.
Bei einer Ausstellung der Union Centrale des Arts Décoratifs wurde Reutlinger mit einer Silbermedaille ausgezeichnet. 1888 erhielt das Unternehmen Ch. Reutlinger in Minneapolis von der Photographer’s Association of America für eine Fotoserie ein Diplom sowie eine Medaille. In seinem Stil bewegte sich Émile Reutlinger immer weiter weg von den eher schlichten und realistischen Fotografien seines Bruders. Zwischen 1882 und 1889 überließ er der Bibliothèque nationale de France mehrere Alben mit Fotografien von Tänzerinnen, deren Oberkörper entblößt sind.
Émile Reutlinger arbeitete seit 1880 zunächst nur mit seinen Angestellten. Er drängte aber schon bald seinen Sohn Léopold-Émile (1863–1937), zu ihm nach Paris zu kommen. Dies geschah 1883. Nach zehnjähriger Zusammenarbeit mit dem Sohn übertrug ihm der Vater das Atelier im Jahr 1893.
Nach dem Eintritt seines Sohnes Léopold in das Unternehmen kann nicht immer unterschieden werden, wer von den beiden – Vater oder Sohn – die Bilder anfertigte. Aufgrund von Familienstreitigkeiten arbeitete der Sohn zwischendurch auch für andere Ateliers.
Die Rückseite einer Carte de Visite von Pjotr Iljitsch Tschaikowski im Besitz der New York Public Library zeigt nicht nur an, dass im Hause Boulevard Montmartre 21 ein Fahrstuhl für die Kunden vorhanden war. Sie belegt insbesondere, dass es Alleinvertretungen gab
- für Deutschland: Neue Photographische Gesellschaft in Berlin-Steglitz;
- für Frankreich: Société industrielle de Photographie in Rueil (Rueil-Malmaison nahe Paris);
- für Großbritannien: The Rotary Photographic Company in London.[5]

Noch ungeklärt ist, ob diese Geschäftsverbindungen bereits früher unter Charles Reutlinger (wahrscheinlicher) oder erst unter der Geschäftsführung durch Émile entstanden.
Es existieren drei Cartes de Visite und eine Ansichtskarte von Émile und Amélia Ellen Horn-Reutlinger (auch: Amélia Ellen Reutlinger).
Anfang der 1890er Jahre zog Émile Reutlinger mit seiner Frau nach Baden-Baden, wo er 1907 starb. Im dortigen Familiengrab sind seine Frau, seine Tochter Juanita sowie seine Enkelin Juana Binz begraben. Juana Binz betrieb bis zu ihrem Tod im Jahre 1970 ein Foto-Atelier in Mannheim, das bis heute (2018) existiert.